# Nancy Knowlton
Nancy Knowlton es una bióloga marina especializada en los arrecifes de coral y es la "Sant Chair" del Instituto Smithsonian para las ciencias marinas.

## Biografía
Se graduó en la universidad de Harvard y obtuvo el PhD en la universidad de California en Berkeley. Fue profesora en la universidad de Yale y se unió al Smithsonian Tropical Research Institute de Panamá.
Es profesora adjunta en biología marina en la Scripps Institution of Oceanography. Fundó el Center for Marine Biodiversity and Conservation. Fue nombrada Aldo Leopold Leadership Fellow en 1999 y fue elegida en el consejo directivo de la American Association for the Advancement of Science (AAAS) en 2008. Además es una de las tres co-directoras del proyecto Census of Marine Life, en el área de los arrecifes de coral.
Es la autora del libro Citizens of the Sea, que fue publicada por National Geographic en 2010

## Publicaciones Destacadas
- Knowlton, N. 2008. "Coral reefs". Current Biology 18: R18-R21.
- Knowlton, N. and J. B. C. Jackson. 2008. "Shifting baselines, local impacts, and global change on coral reefs". PLoS Biology 6: e54, 6 pp.
- Hoegh-Guldberg, O., P. J. Mumby, A. J. Hooten, R. S. Steneck, P. Greenfield, E. Gómez, C. D. Harvell, P. F. Sale, A. J. Edwards, K. Caldeira, N. Knowlton, C. M. Eakin, R. Iglesias-Prieto, N. Muthiga, R. H. Bradbury, A. Dubi, and M. E. Hatziolos. 2007. "Coral reefs under rapid climate change and ocean acidification". Science 318: 1737-1742.
- Knowlton, N. 2004. "Multiple “stable” states and the conservation of marine ecosystems". Progress in Oceanography. 60: 387-396.
- Fukami, H., A. F. Budd, G. Paulay, A. Solé-Cava, C. A. Chen, K. Iwao, and N. Knowlton. 2004. "Conventional taxonomy obscures deep divergence between Pacific and Atlantic corals". Nature 427: 832-835.
- Rohwer, F., V. Seguritan, F. Azam, and N. Knowlton 2002. "High diversity and species-specific distribution of coral-associated bacteria". Marine Ecology Progress Series 243: 1-10.
- Knowlton, N. 2001. "The future of coral reefs." Proceedings of the National Academy of Sciences of the United States of America 98:5419-5425.
- Williams, S. T. and N. Knowlton. 2001. "Mitochondrial pseudogenes are pervasive and often insidious in the snapping shrimp genus Alpheus". Molecular Biology and Evolution 18:1484-1493.
- Knowlton, N. 2000. "Molecular genetics analyses of species boundaries in the sea". Hydrobiologia 420:73-90.
- Herre, A., N. Knowlton, U. Mueller and S. Rehner. 1999. "The evolution of mutualisms: Exploring the paths between conflict and cooperation". Trends in Ecology and Evolution 14:49-53.